# Blockade
Blockade é um filme de guerra e espionagem estadunidense de 1938 dirigido por William Dieterle . A história se passa durante a Guerra Civil Espanhola. O filme não foi bem nas bilheterias, tendo um prejuízo de 135.672 dólares . 

## Elenco
- Madeleine Carroll...Norma
- Henry Fonda...Marco
- Leo Carrillo...Luis
- John Halliday...Andre Gallinet
- Vladimir Sokoloff...Basil
- Robert Warwick...General Vallejo
- Reginald Denny...Edward Grant
- Peter Godfrey...mágico
- Fred Kohler...Pietro
- Carlos De Valdez...Major del Rio
- Nick Thompson...Seppo
- William B. Davidson...Comandante
- Katherine DeMille...Moça do Cabaret

## Sinopse
A história começa em 1936 na Espanha, quando o fazendeiro Marco e o pacato pastor de ovelhas Luis socorrem a viajante russa Norma que sofrera um acidente de automóvel. Logo em seguida a região começa a ser atingida por bombardeios e é invadida com o início da Guerra Civil. Os camponeses de início fogem assustados mas reagem contra os invasores ao serem encorajados por Marco. Com a vitória conseguida, Marco se torna oficial do exército (provavelmente republicano embora isso seja deixado vago) e acaba descobrindo que Norma e o pai dela são espiões em missão para os invasores inimigos.

## Óscar
O filme foi indicado nas categorias "melhor trilha sonora" e "melhor história original" .    